# Лудолф III фон Алвенслебен
Лудолф III фон Алвенслебен (на немски: Ludolf III (II) von Alvensleben zu Calbe; * ок. 1386; † сл. 1437) е благородник от „Черната линия“ на род Алвенслебен, господар на замък Калбе в град Калбе на река Милде в Алтмарк в Саксония-Анхалт, рицар, господар-заложник на дворците Люхов и Гарделеген.

## Биография
Той е единствен син на рицар Гебхард XI фон Алвенслебен (* ок. 1343; † сл. 1371) и съпругата му София/Берта фон Люцов (* ок. 1347). Внук е на Албрехт II фон Алвенслебен († сл. 1352). Баща му Гебхард се жени втори път на 15 септември 1951 г. в Констанц за Берта фон Бартенслебен. Баща му Гебхард XI фон Алвенслебен е рицар, господар в Калбе, пфанд-господар на дворец и град Ленцен и на град Алтенхаузен, дрост на манастир Халберщат, маркграфски бранденбургски наследствен маршал, фогт на Тангермюнде
Замъкът Калбе е построен през 9 и 10 век и от 1324 до 1945 г. е собственост на фамилията фон Алвенслебен. На 15 май 1479 г. се състои първото фамилно събрание в замък Калбе, в което се определят наследниците по ред и грижата за вдовиците и дъщерите по отделно.

## Фамилия
Лудолф III фон Алвенслебен се жени ок. 1419 г. за Армгард/Ермгард фон Хонлаге (* ок. 1396), дъщеря на Лудолф IV фон Хонлаге и Юта фон Книге. Те имат децата:
- Армгард Елизабет фон Алвенслебен (* ок. 1419), омъжена ок. 1440 г. за Бусо I фон дер Шуленбург (* ок. 1394; † 1475/1477)
- Гьодел фон Алвенслебен († сл. 2 декември 1529), омъжена ок. 1489/1490 г. за Бернд II фон Молтцан, господар на Волде и Нойбург († пр. 24 август 1525), син на Йоахим (Ахим) Молтцан († 1472/1474) и Маргарета Фос

- Лудолф IV фон Алвенслебен (* 1421; † 25 януари 1476), господар на замък Калбе (Милде) и Хундисбург, женен 1459 г. за Анна фон Бюлов (* ок. 1436; † 1473), дъщеря на рицар Вико фон Бюлов († 1453) и Кристина фон Карлов († сл. 1469); имат осем деца, пет сина и три дъщери; между тях:
  - Гебхард XVII фон Алвенслебен († 1541)
  - Бусо VIII фон Алвенслебен († 1493), епископ на Хавелберг (1487 – 1493)
- Анна фон Алвенслебен (* ок. 1423, Калбе а.д. Милде; † пр. 1481), омъжена ок. 1442 г. за Матиас I фон дер Шуленбург (* пр. 1424; † 5 февруари 1477/3 ноември 1477), син на Фриц I фон дер Шуленбург, фогт на Залцведел († 1415/1416) и Хиполита фон Ягов
- Илза фон Алвенслебен, омъжена за Паридам фон Даненберг († 1438/1484)
- Бусо VII фон Алвенслебен († ок. 1495), господар на замъка в Калбе (Милде) и Хундисбург, бранденбургски обермаршал (1464), ландехауптман на Алтмарк (1471) и фелдхауптман, 1470 г. щатхалтер на Маркграфство Бранденбург, женен за Мета фон Алтен († 1499)
- Анна фон Алвенслебен, омъжена I. за Гебхард фон Платен, II. за Ашвин фон Бортфелд
- Гебхард XVI фон Алвенслебен/XII († 17 февруари/21 септември 1494), бранденбургски съветник и господар на замък Калбе (Милде) и Хундисбург, женен за Хиполита (I) фон Бюлов, дъщеря на „кнапе“ Хайнрих фон Бюлов († сл. 1478) и Маргарета фон Грабов; имат пет деца, между тях:
  - Бусо X фон Алвенслебен († 4 май 1548), епископ на Хавелберг (1522 – 1548)